# Ryszard Olszewski
Ryszard Jan Olszewski (Inowrocław, 7 giugno 1932 – Toruń, 2 febbraio 2020) è stato un cestista polacco.

## Carriera
Con la Polonia ha disputato i Giochi olimpici di Roma 1960 e quattro edizioni dei Campionati europei (1955, 1957, 1959, 1961).

## Palmarès

### Individuale
- Polska Liga Koszykówki MVP: 1

AZS Toruń: 1960-61